# Гість (фільм, 1939)
«Гість» (рос. «Гость») — радянський художній фільм 1939 року, знятий режисерами Гербертом Раппапортом і Адольфом Мінкіним на кіностудії «Ленфільм». На екрани фільм не вийшов.

## Сюжет
Молодий ненець-мисливець викриває диверсанта, що проник на територію СРСР, який спочатку видає себе за лікаря, що збився зі шляху, а потім робить мисливця своїм заручником.

## У ролях
- Іван Кузнецов — Авок
- Петро Аржанов — гість
- Сергій Васильєв — прикордонник
- Зула Нахашкієв — старий
- Юлія Цай — Юля, дружина
- Валентина Телегіна — Почта
- Сергій Даликов — син
- Василь Меркур'єв — Василь Васильович

## Знімальна група
- Режисери — Герберт Раппапорт, Адольф Мінкін
- Сценарист — Лев Канторович
- Оператор — Георгій Філатов
- Художник — Павло Бетакі